# Антилевский, Дмитрий Сергеевич
Дмитрий Сергеевич Антилевский (бел. Дзмітрый Сяргеевіч Анцілеўскі; род. 12 июня 1997, Минск) — белорусский футболист, нападающий клуба «Хапоэль» Хайфа и национальной сборной Беларуси.

## Клубная карьера

### БАТЭ
Воспитанник детской школы минского МТЗ-РИПО. В возрасте 10 лет футболист перебрался в минское «Динамо». Спустя 3 года футболист перебрался в Академию футбола имени Юрия Коноплёва, хоть были такие предложения как португальская «Бенфика». Затем спустя полтора года футболист мог оказаться в российском «Краснодаре», однако из-за отказа сменить белорусское гражданство на российское вернулся в минское «Динамо», позже перебравшись в борисовский БАТЭ.
В 2014 году футболист стал выступать за дублирующий состав борисовского клуба. В сентябре 2014 года в составе юношеской команды до 19 лет принимал участие в юношеской лиге УЕФА. За основную команду борисовского клуба футболист дебютировал 29 ноября 2015 года в матче Кубка Беларуси против микашевичского «Гранита», выйдя на замену на 63 минуте. В декабре 2015 года продлил контракт с борисовским клубом. В начале следующего сезона футболист ненадолго выбыл из-за травмы, однако вскоре стал подтягиваться к играм с основной командой. Первый матч в новом сезоне футболист сыграл 21 мая 2016 года в рамках финала Кубка Беларуси против жодинского «Торпедо-БелАЗ», которому уступили титул в серии пенальти. Дебютный матч в чемпионате футболист сыграл 14 октября 2016 года против микашевичского «Гранита», выйдя на замену на 90 минуте. Затем по ходу сезона ещё несколько раз появлялся на поле, выходя на замену. По итогу сезона стал победителем Высшей лиги.

#### Аренда в «Днепр» Могилёв
Новый сезон футболист начинал в составе борисовского БАТЭ, вместе с которым 11 марта 2017 года стал обладателем Суперкубка Беларуси. Вскоре футболист присоединился к могилёвскому «Днепру» на правах арендного соглашения до конца сезона. Дебютировал за клуб 1 апреля 2017 года в матче против минского «Динамо», выйдя на замену на 66 минуте. Первым результативным действием за клуб отличился 22 апреля 2017 года в матче против новополоцкого «Нафтана», отдав голевую передачу. Футболист по ходу сезона смог закрепиться в основной команде, чередуя матчи в стартовом составе и со скамейки запасных. За сезон успел отличиться 2 результативными передачами, по окончании срока арендного соглашения покинув клуб.

### «Минск»
В марте 2018 года футболист на правах свободного агента присоединился к столичному «Минску». Дебютировал за клуб 30 марта 2018 года в матче против минского «Луча», выйдя на замену на 59 минуте. Первым результативным действием за клуб футболист отличился 15 апреля 2018 года в матче против клуба «Смолевичи-СТИ», отдав голевую передачу. Дебютным забитым голом за клуб отличился 21 апреля 2018 года в матче против жодинского «Торпедо-БелАЗ». В матче 26 мая 2018 года против минского «Торпедо» футболист отличился забитым дублем. Футболист быстро закрепился в основной команде клуба, отличившись за первую половину сезона 4 забитыми голами и 5 результативными передачами.

### «Динамо» Минск
В августе 2018 года футболист перешёл в минское «Динамо». Дебютировал за клуб 12 августа 2018 года в матче Кубка Беларуси против «Минска», выйдя на поле в стартовом составе. Вместе с клубом 16 августа 2018 года футболист отправился на ответный квалификационный матч Лиги Европы УЕФА против российского «Зенита», где футболист остался на скамейке запасных, а динамовцы крупно проиграли и выбыли из еврокубкового турнира. Первый матч за клуб в чемпионате сыграл 19 августа 2018 года против «Городеи», выйдя на поле в стартовом составе. Однако закрепиться в минском клубе у футболиста не вышло, проведя почти весь сезон на скамейке запасных. По итогу сезона футболист вместе с клубом стал бронзовым призёром Высшей лиги.
К новому сезону футболист готовился с основной командой клуба. Первый матч сыграл 10 марта 2019 года в рамках четвертьфинального матча Кубка Беларуси против «Слуцка», выйдя на поле в стартовом составе. Первый матч в чемпионате сыграл 31 марта 2019 года против мозырской «Славии». В полуфинальных матчах Кубка Беларуси футболист вместе с клубом уступил «Витебску» и выбыл из розыгрыша турнира. Затем футболист также привлекался к матчам с дублирующим составом, а с июля 2019 года выбыл из распоряжения клуба и-за травмы. В октябре 2019 года футболист покинул клуб, расторгнув контракт по соглашению сторон.

### «Торпедо-БелАЗ»
В феврале 2020 года футболист проходил просмотр в жодинском «Торпедо-БелАЗ», с которым затем в марте того же года подписал полноценный контракт. Дебютировал за клуб 9 марта 2020 года в четвертьфинальном матче Кубка Беларуси против солигорского «Шахтёра». В ответном матче 14 марта 2020 года солигорский «Шахтёр» также оказался сильнее и вышел в полуфинал. Первый матч за клуб в чемпионате сыграл 19 марта 2020 года также против солигорского «Шахтёра», выйдя на поле в стартовом составе. Первым результативным действием за клуб отличился 2 мая 2020 года в матче против «Минска», отдав голевую передачу. Дебютный гол за клуб забил 2 августа 2020 года в матче против борисовского БАТЭ, также отличившись результативной передачей. Затем футболист до конца сезона отличался результативным действием почтив каждом матче, за 10 матчей записав на свой счёт 8 забитых голов и 5 голевых передач во всех турнирах. По итогу сезона вместе с клубом стал бронзовым призёром чемпионата.
В январе 2021 года футболист отправился на просмотр в московское «Торпедо». Однако вскоре футболист вернулся назад в жодинское «Торпедо-БелАЗ», с которым продлил контракт ещё на сезон. Новый сезон футболист начал 6 марта 2021 года с четвертьфинального матча Кубка Беларуси против дзержинского «Арсенала». Первый матч в чемпионате сыграл 13 марта 2021 года против минского «Динамо», выйдя на поле в стартовом составе. Первым забитым голом в сезоне футболист отличился 21 апреля 2021 года в полуфинальном матче Кубка Беларуси против борисовского БАТЭ. Первым забитым голом в чемпионате футболист отличился 25 апреля 2021 года в матче против «Гомеля». В ответной полуфинальной встрече Кубка Беларуси 5 мая 2021 года футболист также отличился забитым голом, однако борисовский БАТЭ по сумме матчей оказался сильнее и вышел в финал. В июне 2021 года футболист проходил просмотр в российском клубе «Крылья Советов». В июле 2021 года вместе с жодинским клубом отправился на квалификационные матчи Лиги конференций УЕФА. Первый матч сыграл 22 июля 2021 года против датского «Копенгагена». В матче 22 августа 2021 года против брестского «Динамо» отличился забитым дублем. По итогу сезона футболист отличился за клуб 8 забитыми голами и 4 результативными передачами. В декабре 2021 года футболист сообщил, что покидает клуб.

### «Динамо» Тбилиси
В январе 2022 года футболист стал игроком тбилисского «Динамо». Дебютировал за клуб 25 февраля 2022 года в  матче против кутаисского «Торпедо», выйдя на поле в стартовом составе. Дебютный гол за клуб забил 9 марта 2022 года в матче против клуба «Сиони». Футболист быстро смог закрепиться в основной команде грузинского клуба, став одним из ключевых игроков. В июле 2022 года вместе с клубом отправился на квалификационные матчи Лиги конференций УЕФА. Первый матч в рамках еврокубкового турнира сыграл 14 июля 2022 года против эстонского клуба «Пайде», отличившись забитым голом, однако затем в серии пенальти динамовцы оказались слабее, завершив этап квалификаций. по итогу сезона футболист вместе с клубом стал победителем грузинского чемпионата. В январе 2023 года футболист покинул клуб.

### БАТЭ
В марте 2023 года футболист вернулся в борисовский БАТЭ. Первый матч за клуб сыграл 18 марта 2023 года против «Гомеля», выйдя на поле в стартовом составе, также отличившись дебютным забитым голом и результативной передачей. По итогу полуфинальных матчей Кубка Беларуси обыграл гродненский «Неман» и вышел в финал. Стал серебряным призёром Кубка Беларуси, где в финале 28 мая 2023 года уступил жодинскому «Торпедо-БелАЗ». Своим первый дублем за клуб футболист отличился 28 июня 2023 года в матче Кубка Беларуси против клуба «Миоры».  В июле 2023 года футболист вместе с клубом отправился на квалификационные матчи Лиги чемпионов УЕФА. Первый матч в рамках еврокубкового турнира сыграл 11 июля 2023 года против албанского клуба «Партизани», отличившись забитым голом. Во втором квалификационном раунде футболист с клубом по сумме матчей уступил кипрскому «Арису» и отправился выступать в квалификации Лиги Европы УЕФА. В рамках квалификаций Лиги Европы УЕФА вместе с клубом уступил молдавскому «Шерифу» и выбыл в квалификационный раунд плей-офф Лиги конференций УЕФА. В квалификационном раунде плей-офф Лиги конференций УЕФА футболист вместе с клубом уступил по сумме матчей косоварскому «Балкани» и закончил еврокубковую компанию. В матче 29 октября 2023 года против «Слуцка» футболист отличился забитым хет-триком. По итогу 26 тура чемпионата был признан лучшим игроком. По итогу октября 2023 года футболист был признан лучшим игроком Высшей лиги. После матча предпоследнего тура чемпионата против гродненского «Немана» футболист, за толчок в спину головой, получил двухматчевую дисквалификацию. На протяжении сезона футболист был одним из ключевых игроков клуба, отличившись 11 забитыми голами и 6 результативными передачами во всех турнирах. Вместе с клубом завершил чемпионат на итоговом пятом месте. В декабре 2023 года появилась информация, что футболист не будет продлевать контракт с борисовским клубом. В декабре 2023 года футболист покинул борисовский клуб.

### «Хапоэль» Хайфа
В январе 2024 года появилась информация, что футболист близок к переходу в израильский «Хапоэль» Хайфа. Вскоре футболист официально присоединился к израильскому клубу, с которым подписал контракт на полтора сезона. Дебютировал за клуб футболист 3 февраля 2024 года в матче против клуба «Хапоэль» Петах-Тиква, выйдя на замену на 86 минуте.

## Карьера в сборной
В июле 2013 года футболист получил вызов в юношескую сборную Беларуси до 17 лет. Дебютировал за сборную 24 июля 2013 года в товарищеском матче против сборной Латвии. В следующем матче 26 июля 2013 года также против Латвии футболист отличился дебютными забитыми голами, оформив дубль. В сентябре 2015 года футболист отправился в распоряжение юношеской сборной Беларуси до 19 лет, где принял участие в товарищеских матчах против сборной Эстонии, отличившись также дебютным забитым голом. В октябре 2015 года вместе со сборной отправился на квалификационные матчи юношеского чемпионата Европы.
В марте 2017 года футболист получил вызов в молодёжную сборную Беларуси. Дебютировал за сборную 26 марта 2017 года в товарищеском матче против сборной Латвии. В отборочном матче на молодёжный чемпионат Европы 7 июня 2017 года футболист отличился дебютным забитым голом против сборной Сан-Марино. В июле 2017 года в составе сборной белорусского чемпионата принял участие в Кубке короля Таиланда, где проиграли сборной Таиланда в серии пенальти. В матче 10 октября 2017 года против сборной Молдовы футболист отличился забитым дублем.
В ноябре 2020 года футболист получил вызов в национальную сборную Беларуси. Дебютировал за сборную 15 ноября 2020 года в матче Лиги наций УЕФА против сборной Литвы, заменив на 82 минуте Игоря Стасевича. Дебютным голом за сборную отличился 15 октября 2023 года в отборочном матче чемпионата Европы против сборной Швейцарии, также записав на свой счёт голевую передачу.
Статистика выступлений за национальную сборную Беларуси
| №  | Дата            | Оппонент    | Счёт | Голы | Пасы | Карточки | Минуты  | Соревнование                          |
| -- | --------------- | ----------- | ---- | ---- | ---- | -------- | ------- | ------------------------------------- |
| 1  | 15 ноября 2020  | Литва       | 2:0  | —    | —    | —        | 8' 82'  | Лига наций (С, группа 3)              |
| 2  | 18 ноября 2020  | Албания     | 2:3  | —    | —    | 90'      | 13' 77' | Лига наций (С, группа 3)              |
| 3  | 24 марта 2021   | Гондурас    | 1:1  | —    | —    | —        | 28' 62' | Товарищеский матч                     |
| 4  | 2 июня 2021     | Азербайджан | 1:2  | —    | —    | —        | 77'     | Товарищеский матч                     |
| 5  | 2 сентября 2021 | Чехия       | 0:1  | —    | —    | —        | 64'     | Квалификация на чемпионат мира 2022   |
| 6  | 8 октября 2021  | Эстония     | 0:2  | —    | —    | —        | 9' 81'  | Квалификация на чемпионат мира 2022   |
| 7  | 11 октября 2021 | Чехия       | 0:2  | —    | —    | —        | 68'     | Квалификация на чемпионат мира 2022   |
| 8  | 13 ноября 2021  | Уэльс       | 1:5  | —    | —    | 78'      | 40' 60' | Квалификация на чемпионат мира 2022   |
| 9  | 15 октября 2023 | Швейцария   | 3:3  | 84′  | 61′  | —        | 45'     | Квалификация на чемпионат Европы 2024 |
| 10 | 18 ноября 2023  | Андорра     | 1:0  | —    | —    | —        | 90'     | Квалификация на чемпионат Европы 2024 |
| 11 | 21 ноября 2023  | Косово      | 1:0  | 43′  | —    | —        | 74'     | Квалификация на чемпионат Европы 2024 |

Итого: сыграно матчей: 11 / забито голов: 2; победы: 3, ничьи: 2, поражения: 6.

## Достижения
БАТЭ
- Чемпион Беларуси: 2016
- Обладатель Суперкубка Беларуси: 2017

«Динамо» Тбилиси
- Чемпион Грузии: 2022

## Статистика
| Сезон    | Дивизион | Клуб             | Страна        | Матчи | Голы |
| -------- | -------- | ---------------- | ------------- | ----- | ---- |
| 2014     | дубль    | БАТЭ             | Флаг Беларуси | 23    | 3    |
| 2015     | дубль    | БАТЭ             | Флаг Беларуси | 22    | 10   |
| 2016     | Д1       | БАТЭ             | Флаг Беларуси | 4     | 0    |
| 2017     | Д1       | Днепр            | Флаг Беларуси | 19    | 0    |
| 2018 (1) | Д1       | Минск            | Флаг Беларуси | 16    | 4    |
| 2018 (2) | Д1       | Динамо (Минск)   | Флаг Беларуси | 2     | 0    |
| 2019 (1) | Д1       | Динамо (Минск)   | Флаг Беларуси | 5     | 0    |
| 2020     | Д1       | Торпедо-БелАЗ    | Флаг Беларуси | 25    | 7    |
| 2021     | Д1       | Торпедо-БелАЗ    | Флаг Беларуси | 24    | 6    |
| 2022     | Д1       | Динамо (Тбилиси) | Флаг Грузии   | 24    | 3    |
| 2023     | Д1       | БАТЭ             | Флаг Беларуси | 26    | 8    |

## Семья
Младший брат, Алексей, также является профессиональным футболистом.